# Paweł Gajewski (malarz)
Paweł Gajewski (ur. 18 grudnia 1889 w Drogojówce, zm. 15 stycznia 1950 w Sopocie) – polski malarz, członek Towarzystwa Zachęty Sztuk Pięknych.

## Życiorys
Był uczniem Szkoły Przemysłowej w Krakowie oraz Państwowego Instytutu Sztuk Plastycznych we Lwowie. W latach 1908–1913 kształcił się w Akademii Sztuk Pięknych w Krakowie w pracowni Wojciecha Weissa. Dzięki stypendiom Towarzystwa Zachęty Sztuk Pięknych w Warszawie wyjechał na stypendium do Paryża.
W latach 1918–1922 był nauczycielem gimnazjum w Zamościu, w latach 1922–1939 w Szkole Sztuki Zdobniczej i Przemysłu we Lwowie. Założył Społeczne Szkoły Przemysłu Ludowego w Drogojówce, Horodle, Putnowicach Górnych i w Ładyczynie (obecnie w granicach Ukrainy). Zajmował się malarstwem sztalugowym i ściennym, mozaiką i snycerką. Stworzył polichromie w kilku kościołach i cerkwiach.
W czasie II wojny światowej był więziony w Zamościu, na zamku w Lublinie oraz w obozach koncentracyjnych w Sachsenhausen i Dachau.
Po wojnie pracował jako inspektor sztuk plastycznych Ministerstwa Kultury i Sztuki w Lublinie i Warszawie. W roku 1946 został powołany na stanowisko profesora Państwowej Wyższej Szkoły Sztuk Plastycznych w Gdańsku, gdzie prowadził pracownie tkactwa i tkaniny dekoracyjnej.
Jego obrazy znajdują się w zbiorach Lwowskiej Galerii Sztuki, Muzeum im. ks. Stanisława Staszica w Hrubieszowie oraz w kolekcjach prywatnych.